# Un altro mondo (singolo)
Un altro mondo è un singolo dei DJ italiani Merk & Kremont, del cantautore italiano Tananai e del rapper italiano Marracash, pubblicato il 23 giugno 2023.

## Descrizione
Il brano è la prima canzone in italiano dei DJ Merk & Kremont. In merito a questa scelta il duo ha dichiarato:
(Merk & Kremont)

## Video musicale
Il video musicale, diretto da Olmo Parenti e girato presso l'ex Lido di Milano, la Pinacoteca Tosio Martinengo e un vagone della metropolitana di Brescia, è stato reso disponibile il 20 luglio 2023 attraverso il canale YouTube dei DJ.

## Tracce
Testi di Alberto Cotta Ramusino e Fabio Bartolo Rizzo, musiche di Alberto Cotta Ramusino, Fabio Bartolo Rizzo, Federico Mercuri, Giordano Cremona, Eugenio Maimone e Leonardo Grillotti.
1. Un altro mondo – 2:47

## Classifiche

### Classifiche settimanali
| Classifica (2023) | Posizione massima |
| ----------------- | ----------------- |
| Italia            | 17                |

### Classifiche di fine anno
| Classifica (2023) | Posizione |
| ----------------- | --------- |
| Italia            | 63        |